# Lado oculto da Lua

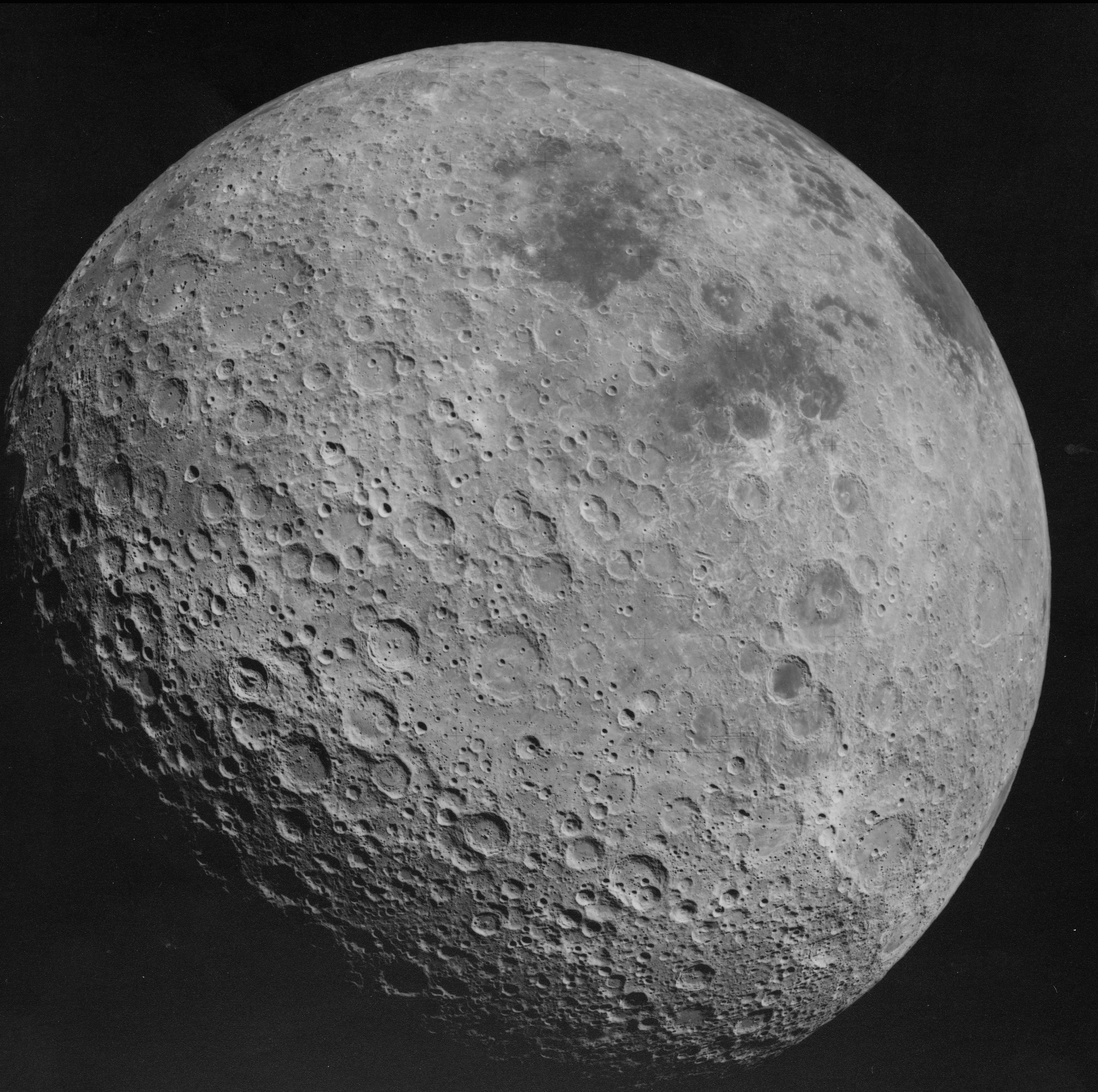
Lado oculto da Lua fotografado pela missão Apollo 16.

O lado oculto da Lua é o hemisfério lunar que não é visto da Terra, em decorrência do satélite estar em rotação sincronizada com o planeta. Cerca de 18% deste hemisfério é visível da terra em determinados períodos devido ao fenômeno de libração.

## Definição

Devido ao fenômeno da rotação sincronizada, os habitantes do planeta principal (a Terra) jamais poderão ver a parte em verde do seu satélite (a Lua).

As forças de maré terrestre abrandaram a rotação da Lua (movimento de rotação e de translação) até o ponto em que o mesmo lado está sempre voltado para a Terra - um fenômeno chamado rotação sincronizada. A outra face, a maior parte da qual nunca é visível da Terra, é portanto chamada de "o lado oculto da Lua"; ou seja, isso ocorre enquanto o satélite terrestre completa uma volta em torno da Terra (translação) ao mesmo tempo também completa uma volta em torno de seu eixo (rotação), mantendo quase sempre a mesma face voltada para a Terra.
Com o tempo, algumas partes do lado mais distante podem ser vistas devido à libração. No total, 59% da superfície da Lua é visível da Terra em um momento ou outro. A observação do lado oculto da Lua, ocasionalmente visível da Terra, é difícil por causa do baixo ângulo de visão a partir da Terra.
A frase "lado escuro da Lua" não se refere ao "escuro" como ausência de luz, mas sim "escuro" como algo desconhecido / oculto: até que os humanos pudessem enviar espaçonaves ao redor da Lua, essa área nunca havia sido vista. Enquanto muitos interpretam erroneamente isto ao pensar que o "lado escuro" recebe pouca ou nenhuma luz solar, na realidade, tanto os lados próximos quanto distantes recebem (em média) quantidades quase iguais de luz diretamente do Sol. No entanto, o lado visível também recebe a luz do sol refletida da Terra, conhecida como luz cinérea, que não alcança a área do lado distante que não pode ser vista. Somente durante a Lua Cheia (vista da Terra) é que o lado mais distante da Lua fica escuro. A palavra "escuro" expandiu-se para se referir também ao fato de que a comunicação com espaçonaves pode ser bloqueada enquanto ela estiver do outro lado da Lua, durante missões espaciais do Programa Apollo, por exemplo.
O Lado Escuro da Lua é diferente das "regiões escuras na Lua", estas são chamadas de Marés Lunares, nomenclatura que antigos  cientistas deram as manchas presentes no satélite, que modernamente são as áreas formadas por erupções vulcânicas.

## Exploração

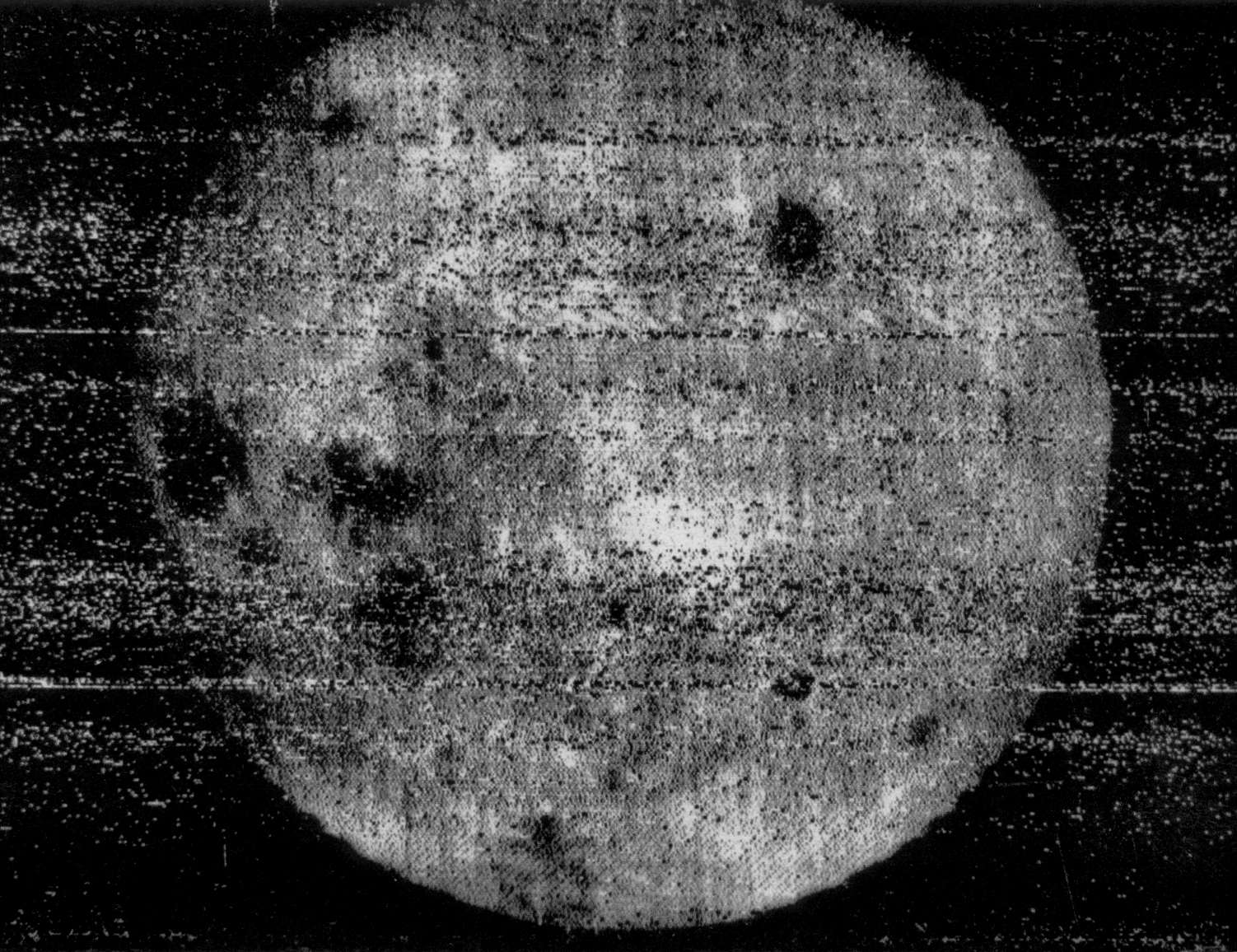
Primeira fotografia do lado oculto da Lua, tirada pela sonda soviética Luna 3.

Este hemisfério lunar foi fotografado pela primeira vez pela sonda espacial soviética Luna 3, em 1959, e primeiramente observado por olhos humanos durante a missão Apollo 8, na órbita da Lua, em 1968. O hemisfério possui diversas crateras, resultado de vários impactos na sua superfície, inclusive uma das maiores do sistema solar, a Bacia do Polo Sul-Aitken. Astronautas nunca pousaram no lado oculto da Lua, embora uma das missões Apollo canceladas chegou a ser planejada para realizar um pouso nesta região. A possibilidade de realização de um pouso tripulado nesta região nunca agradou os responsáveis pelo programa espacial americano, visto que a tripulação ficaria incomunicável com a Terra, enquanto estivesse no solo lunar.

### Chang'e 4

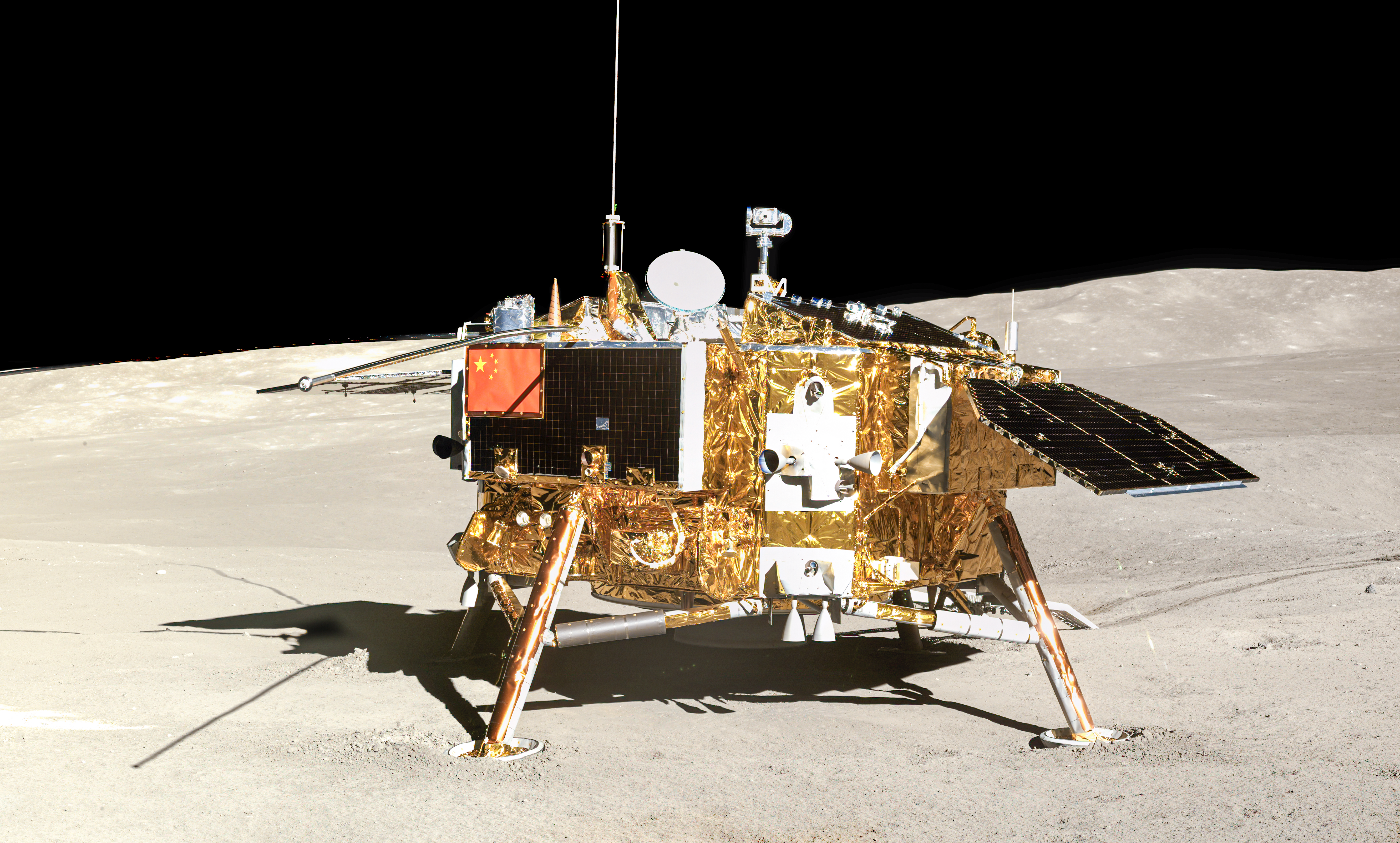
Em 2019, a chinesa Chang'e 4 foi a primeira sonda a pousar no lado oculto da Lua.

A primeira sonda a pousar no lado oculto da lua foi a Chang'e 4 em 3 de janeiro de 2019. A nave transportou um veículo o Rover Jade Rabbit 2 com seis rodas, todas com potência para que possa continuar a operar mesmo que uma delas falhe. Pode subir uma colina de 20 graus ou obstáculos de até 20 centímetros de altura. A velocidade máxima é de 200 metros por hora. Para enviar informações à Terra, o veículo no solo as transmite ao veículo orbitante e este as retransmite ao centro espacial.

## Usos e missões potenciais
Como o lado oculto da Lua é protegido de transmissões de rádio da Terra, é considerado um bom local para colocar radiotelescópios para uso dos astrônomos. Pequenas crateras em forma de tigela fornecem uma formação natural para um telescópio estacionário semelhante a Arecibo, em Porto Rico. Para telescópios de escala muito maior, a cratera Daedalus de 100 quilômetros de diâmetro (60 milhas) está situada perto do centro do lado distante, e a borda de 3 quilômetros de altura (2 milhas) ajudaria a bloquear as comunicações perdidas de satélites em órbita. Outro potencial candidato a um radiotelescópio é a cratera Saha.
Antes de implantar radiotelescópios para o outro lado, vários problemas devem ser superados. A poeira lunar fina pode contaminar equipamentos, veículos e trajes espaciais. Os materiais condutores usados para as placas de rádio também devem ser cuidadosamente protegidos contra os efeitos das explosões solares. Finalmente, a área ao redor dos telescópios deve ser protegida contra a contaminação por outras fontes de rádio.
O ponto L2 Lagrange do sistema Terra-Lua está localizado a cerca de 62 800 km (39 000 milhas) acima do lado distante, que também foi proposto como um local para um futuro radiotelescópio que realizaria uma órbita Lissajous sobre o ponto Lagrangiano.
Uma das missões da NASA à Lua em estudo enviaria um módulo de pouso de retorno de amostras para a bacia do Polo Sul-Aitken, local de um grande evento de impacto que criou uma formação de quase 2 400 km (1 500 milhas) de diâmetro. A força desse impacto criou uma penetração profunda na superfície lunar, e uma amostra retornada deste local poderia ser analisada para obter informações sobre o interior da Lua.
Como o lado próximo é parcialmente protegido do vento solar pela Terra, espera-se que o lado distante tenha a maior concentração de hélio-3 na superfície da Lua. Este isótopo é relativamente raro na Terra, mas tem bom potencial para uso como combustível em reatores de fusão. Os defensores do assentamento lunar citaram a presença desse material como uma razão para o desenvolvimento de uma base lunar.

## Na cultura
- No filme 2001: Uma Odisseia no Espaço, de Stanley Kubrick, baseado no livro de mesmo nome de Arthur C. Clarke, um monólito é encontrado enterrado no lado oculto da Lua. A peça tem sua data calculada desde muito antes da humanidade existir e é um mistério para os astronautas.[16]
- No romance Autour de la Lune, de Júlio Verne, os protagonistas estudam o lado oculto da lua e o autor tece hipóteses acerca de sua orografia.[17]
- No filme de ação e terror de 1990 O Lado Sombrio da Lua do diretor D. J. Webster, que faz relação deste hemisfério lunar com características semelhantes ao do Triângulo das Bermudas.[18][19]